# Rhyacia psammia
Rhyacia psammia är en fjärilsart som beskrevs av Rudolf Püngeler 1906. Rhyacia psammia ingår i släktet Rhyacia och familjen nattflyn. Inga underarter finns listade.